# Lithophane lenneri
Lithophane lenneri là một loài bướm đêm trong họ Noctuidae.